# 查谟专区

查謨專區的範圍（紅色）

查謨專區（Jammu Division）為印度查謨和克什米爾下的一個專區。查謨是查謨區最大的城市。